# 재무위험관리사
재무위험관리사(Certified Financial Risk Manager, FRM)는 CRO와 같이 금융기관과 기업체의 각종 금융위험을 예측해 대비책을 세우는 금융전문가이다. FRM은 금융투자회사에서 금융투자상품 등의 운용과 관련된 재무위험 등을 일정한 방법에 의해 측정, 평가 및 통제하여 해당 회사의 해당 위험을 조직적이고 체계적으로 통합하여 관리하는 업무를 수행한다.
FRM은 금융위원회에서 금융전문자격증으로 인정하고 있다. 이 자격증을 소지하면 각종 펀딩 투자한도를 확대할 수 있으며, 투자실적 기준 등이 완화된다.
FRM시험은 2가지가 존재하며 서로 완전히 다른 시험이다. 각각 국제 FRM, 국내 FRM으로 불린다.
- 국제 FRM®(국제재무위험관리사, FRM), 미국 GARP협회의 공인시험으로서 세계 195개국을 대상으로 실시되는 자격시험.[3][4][5]
- 재무위험관리사(국내 FRM), 한국 금융투자협회에서 실시되는 자격시험.
- 국제 FRM 시험은 CRO 역할을 벤치마킹한 시험으로 다양한 재무분석 스킬을 향상시키는 커리큘럼을 제공한다.

## 국제 FRM® 미국공인 시험[6]
국제 FRM®은 미국 GARP협회에서 세계 195개국을 대상으로 주관하는 미국공인 FRM 시험이다.
CRO와 석박사 실무자들을 위한 시험이고, MBA 커리큘럼을 포함하고 있다.
세계적으로 가장 알려진 금융 시험중 하나이며, 시험 난이도도 가장 높다.
CFA® 미국공인 시험과 공동연구가 진행되고 있다.
미국 GARP 협회는 54만명의 회원들과 함께 195개국에서 활동중이며 권위적인 미국은행, 골드만삭스, 유럽중앙은행(ECB), 중국은행, 영국은행, JP 모건, 홍콩증권거래소, 미국 경제연구소 등의 이사진들의 일부로 구성되어 있는 금융 리스크 협회이다. 매년 뉴욕에서 리스크 국제 회의를 주관하며 글로벌 금융에 대한 토론을 실시하고 있다.
FRM®시험은 매년 1회 실시된다.
공식 국제 시험장은 총 110여개이며 한국은 서울에서 20년동안 실시되고 있다.
매년 세계 응시자는 약 60000명이고, 한국 응시자는 2000명이 넘으며 CFA 한국인 응시자 수와 비슷하다.

## 국제 FRM®커리큘럼[11]
- 미국 GARP 협회에서 공식 지정하는 커리큘럼이 존재한다. 커리큘럼은 금융 박사과정의 원서를 다룬다.
- 매년 195개국의 피드백을 통해 원문 개정을 실시하며 MBA, 금융박사, 금융공학, 금융리스크 과정을 연구하고 있다.
- 재무회계, 파생상품, 주식, 채권, 퀀트, 대체투자, 바젤I~III, 솔벤시II, 리스크 기법 등을 상세히 다룬다.

## 국제 FRM®Part I
- 4시간 동안 시행, 100문제.
- Foundation of Risk Management(20%)
- Quantitative Analysis(20%)
- Financial markets and Products(30%)
- Valuation and Risk Models(30%)

## 국제 FRM®Part II
- 4시간 동안 시행, 80문제.
- Market Risk Measurement and Management(25%)
- Credit Risk Measurement and Management(25%)
- Operational and Integrated Risk Management(25%)
- Risk Management and Investment Management(15%)
- Current Financial Issues(10%)

## 국제 FRM®한국 합격률, 시험준비기간
- 우리나라 국제FRM 시험 합격률은 약 5~8%에 불과하다. 갈수록 낮아지는 추세이다.
- 시험 준비기간은 보통 2년이상 소요된다.
- 미국 공인 시험 CFA, FRM, USCPA 등의 국제합격률 공시기준은 자율이며, 시험준비기간 조사 기준도 상이하다. 따라서 외국 사이트의 각종 시험 광고와는 달리, 실제 국가별 합격률과 준비기간은 크게 다르다.

## 국제 FRM® 활동분야
- FRM 활동분야는 은행, 증권, 보험, 캐피탈 등의 금융기관, 회계법인, 자산운용사, 비금융권 재무 및 회계팀, 금융 공공기관, 컨설팅 회사, 리서치, 경제연구소 등이다.

- 공식적으로 FRM을 가장 많이 고용하고 있는 은행들은 다음과 같다. Bank of America, Bank of China, ICBC, Agricultural Bank of China, HSBC, Wells Fargo, Citigroup, Banco Santander, JP Morgan Chase, China Construction Bank.[12][13][14][15][16]

- 공식적으로 FRM을 가장 많이 고용하는 TOP 80위 기업들은 다음과 같다. Goldmansachs, KPMG, Deloitte, PIMCO, JP Morgan, BlackRock, Morgan Stanley, Credit Suisse, Bridgewater Associates, Man Group, Barclays, ING, AIG, AXA Equitable, Prudential 등 80개.[17][13][14][18][15][16]

- 보통 금융회사에서 금융투자상품 등의 운용과 관련된 재무위험 등을 일정한 방법에 의해 측정, 평가 및 통제하여 해당 회사의 해당 위험을 조직적이고 체계적으로 통합하여 관리하는 업무를 수행한다.[19]

## 국제 FRM® 경력인증[20]
- 국제FRM PART II 합격 이후, 5년내로 2년 경력을 인증하면 자격증이 발급된다.
- 경력인증 이후에는 195개국에서 자유롭게 FRM 명함을 사용할 수 있다.
- 경력인증 직무대상은 금융권의 모든 직무, 리서치, 비금융권 재무 업무 등 매우 폭넓게 인정하고 있다.
- 경력인증을 기한내로 실시하지 못하면 최종합격이 취소된다.

## 같이 보기
- en:Professional certification
- en:Professional certification (business)
- 국제공인투자분석사 (CIIA)
- 미국공인가치평가사 (CVA)
- 국제재무설계사 (CFP)
- 국제가치평가사 (ICVS)
- 미국 세무사 (EA)
- 최고재무책임자
- 경영학 석사